# Pellionia yunnanensis
Pellionia yunnanensis là loài thực vật có hoa trong họ Tầm ma. Loài này được (H. Schroet.) W.T. Wang mô tả khoa học đầu tiên năm 1980.